# Seznam chráněných území v okrese Česká Lípa
Seznam chráněných území v okrese Česká Lípa je průběžně aktualizován (zde je verze z léta 2015). Seznam uvádí přírodní památky (PP), přírodní rezervace (PR), národní přírodní památky (NPP), národní přírodní rezervace (NPR) a chráněné krajinné oblasti (CHKO), která jsou celá či zčásti v okrese Česká Lípa. Ta území, která status postupně z různých důvodů ztratila, byla odtud vyřazena a naleznete je dole v souvisejícím hesle.
| Kód  | Obrázek                                                          | Typ  | Název                             | Rozloha (ha) | Galerie Commons                                                          | Popis území | Souřadnice                       |
| ---- | ---------------------------------------------------------------- | ---- | --------------------------------- | ------------ | ------------------------------------------------------------------------ | --- | -------------------------------- |
| 2418 | Bobří potok                                                      | PP   | Bobří soutěska                    | 0,81         | Kategorie „Bobří soutěska“ na Wikimedia Commons                          | Ukázka zpětné eroze v čedičovém tělese | 50°39′27″ s. š., 14°20′45″ v. d. |
| 2152 | Přírodní památka Brazilka                                        | PP   | Brazilka                          | 8,89         | Kategorie „Brazilka“ na Wikimedia Commons                                | Rostlinná společenstva vřesoviště as. Nardo-Juncetum squarrosi ve formě, která nemá obdoby v tuz. měřítku | 50°50′50″ s. š., 14°39′54″ v. d. |
| 2431 | Břehyně - Pecopala                                               | NPR  | Břehyně – Pecopala                | 903,50       | Kategorie „Břehyně - Pecopala“ na Wikimedia Commons                      | Rybník s rašeliništi, významná mokřadní společenstva, původní bučiny ve skalním městě | 50°35′36″ s. š., 14°42′10″ v. d. |
| 5727 | Rybník Souška                                                    | PP   | Cihelenské rybníky                | 8,348        | Kategorie „Cihelenské rybníky“ na Wikimedia Commons                      | mokřadní a vodní biotopy a druhy na ně vázané, především populace kuňky obecné | 50°42′1″ s. š., 14°29′45″ v. d.  |
| 2089 | Černý důl                                                        | PP   | Černý důl                         | 1,71         | Kategorie „Černý důl (Kokořínsko)“ na Wikimedia Commons                  | Mokřad s výskytem početné populace zvláště chráněného prstnatce májového a dalších zvláště chráněných druhů rostlin | 50°29′17″ s. š., 14°36′52″ v. d. |
| 5811 | Červený rybník u vsi Pihel                                       | PP   | Červený rybník                    | 3,73         | Kategorie „Červený rybník (natural monument)“ na Wikimedia Commons       | Nevápnité slatiniště a navazující podmáčené porosty náletových dřevin a populace zvláště chráněných druhů rostlin a živočichů, které jsou vázány na tato stanoviště, zejména populace srpnatky fermežové                                        | 50°44′8″ s. š., 14°33′8″ v. d.   |
| 5728 | Mokřadní louky v zimě                                            | PP   | Česká Lípa – mokřad v nivě Šporky | 25,42        | Kategorie „Mokřad Šporky“ na Wikimedia Commons                           | mělký mokřad a navazující vlhké louky a druhy na tato stanoviště vázané | 50°42′3″ s. š., 14°31′41″ v. d.  |
| 51   | Pohled na Dolní Zálezly                                          | CHKO | CHKO České středohoří             | 107 000      | Kategorie „České středohoří“ na Wikimedia Commons                        | | 50°39′5″ s. š., 14°13′33″ v. d.  |
| 2229 | Louky s tabulí PP                                                | PP   | Deštenské pastviny                | 2,34         | Kategorie „Deštenské pastviny“ na Wikimedia Commons                      | Zachovalé stráně se společenstvy svazu Bromion erecti s výskytem populací zvláště chráněných druhů rostlin | 50°31′44″ s. š., 14°30′42″ v. d. |
| 1794 | Informační tabule v oblasti památky                              | PP   | Děvín a Ostrý                     | 33,72        | Kategorie „Děvín, Ostrý a Schachtstein“ na Wikimedia Commons             | Vrcholová bučina (Děvín), reliktní bor (Ostrý) a ukázka historické těžby železných rud | 50°41′13″ s. š., 14°51′59″ v. d. |
| 1797 | Přírodní památka Divadlo                                         | PP   | Divadlo                           | 2,45         | Kategorie „Divadlo“ na Wikimedia Commons                                 | Přírodní amfiteátr budovaný křemitými pískovci s limonitovými inkrustacemi | 50°43′29″ s. š., 14°51′46″ v. d. |
| 2490 | Přírodní památka Dutý kámen                                      | PP   | Dutý kámen                        | 6,62         | Kategorie „Dutý kámen“ na Wikimedia Commons                              | Pískovce přetavené na kontaktu s vyvřelinou v několikaboké sloupcovité pseudokrystaly | 50°46′13″ s. š., 14°39′21″ v. d. |
| 2494 | Farská louka                                                     | PP   | Farská louka                      | 0,73         | Kategorie „Farská louka“ na Wikimedia Commons                            | Naleziště šafránu bělokvětého | 50°44′14″ s. š., 14°28′52″ v. d. |
| 119  | Hradčanský rybník                                                | PR   | Hradčanské rybníky                | 144,65       | Kategorie „Hradčanské rybníky“ na Wikimedia Commons                      | Soustava lesních rybníků s rašeliništi a mokřady | 50°36′57″ s. š., 14°43′2″ v. d.  |
| 1354 | Skalní Husa                                                      | PP   | Husa                              | 3,90         | Kategorie „Husa (Kokořínsko)“ na Wikimedia Commons                       | Pískovcová skála s železitými inkrustacemi, pseudoškrapy apod. | 50°35′14″ s. š., 14°27′10″ v. d. |
| 1799 | Jelení vrchy                                                     | PP   | Jelení vrchy                      | 7,908        | Kategorie „Malý a Velký Jelení vrch“ na Wikimedia Commons                | Přírodně cenný komplex lesa, zejména bučin a suťového lesa, diferencovaného ve svazích Malého a Velkého Jeleního vrchu; semixerotermní nelesní vegetace na vrcholových čedičových skalních výchozech se vzácnými druhy rostlin a živočichů      | 50°40′44″ s. š., 14°49′35″ v. d. |
| 5704 | NPP Jestřebské slatiny                                           | NPP  | Jestřebské slatiny                | 114,2994     | Kategorie „Jestřebské slatiny“ na Wikimedia Commons                      | Slatinné a přechodové rašeliniště v nivě Robečského potoka s četnými vodními plochami s mokřadními a lučními společenstvy; vzácné a ohrožené druhy živočichů, zejména populace druhů skokana skřehotavého a zmije obecné, včetně jejich biotopů | 50°36′17″ s. š., 14°37′ v. d.    |
| 146  | Začátek NPR Jezevčí vrch                                         | NPR  | Jezevčí vrch                      | 80,00        | Kategorie „Jezevčí vrch (national nature reserve)“ na Wikimedia Commons  | Znělcová kupa se smíšeným porostem a starou bučinou | 50°47′27″ s. š., 14°42′18″ v. d. |
| 5637 | Rybník Jílovka                                                   | PR   | Jílovka                           | 8,31         | Kategorie „Jílovka (nature reserve)“ na Wikimedia Commons                | Chráněna je fauna a flora u dvou z rybníků, Jílovky a Kravského. | 50°37′32″ s. š., 14°30′15″ v. d. |
| 1353 | Kamenný vrch                                                     | PP   | Kamenný vrch u Křenova            | 5,42         | Kategorie „Kamenný vrch u Křenova“ na Wikimedia Commons                  | Pískovcový skalní hřbet s ukázkami selektivního větrání | 50°31′20″ s. š., 14°34′26″ v. d. |
| 1356 | Kaňon                                                            | PP   | Kaňon potoka Kolné                | 5,42         | Kategorie „Kaňon potoka Kolné (natural monument)“ na Wikimedia Commons   | Hluboce zaříznutý tok v pískovci (hloubka až 12 m) | 50°38′53″ s. š., 14°25′49″ v. d. |
| 171  | Vrcholek Klíče                                                   | PR   | Klíč                              | 39,98        | Kategorie „Klíč“ na Wikimedia Commons                                    | Znělcová homole se zbytkem doubravy a teplomilnými společenstvy | 50°47′19″ s. š., 14°34′22″ v. d. |
| 23   | CHKO Kokořínsko                                                  | CHKO | Kokořínsko                        | 41 037,14    | Kategorie „CHKO Kokořínsko“ na Wikimedia Commons                         | | 50°29′41″ s. š., 14°32′3″ v. d.  |
| 179  | Bažina v oblasti Kokořínského dolu                               | PR   | Kokořínský důl                    | 2 096,9693   | Kategorie „Kokořínský důl (nature reserve)“ na Wikimedia Commons         | Hluboký kaňon v pískovcích, skalní pokličky | 50°27′5″ s. š., 14°35′46″ v. d.  |
| 2230 | Kostelecké bory                                                  | PR   | Kostelecké bory                   | 55,13        | Kategorie „Kostelecké bory“ na Wikimedia Commons                         | Rozsáhlé borové porosty reliktního charakteru s typickými společenstvy rostlin a živočichů | 50°34′12″ s. š., 14°27′36″ v. d. |
| 5673 | Luž                                                              | PR   | Luž                               | 25,83        | Kategorie „Luž/Lausche“ na Wikimedia Commons                             | Ochrana neovulkanického vrchu s lesními porosty acidofilních a klenových bučin | 50°50′55″ s. š., 14°38′51″ v. d. |
| 54   | Pohled na Lužické hory                                           | CHKO | Lužické hory                      | 27 000       | Kategorie „CKKO Lužické hory“ na Wikimedia Commons                       | | 50°50′18″ s. š., 14°36′19″ v. d. |
| 5730 | Tabule památky                                                   | PP   | Manušické rybníky                 | 19,92        | Kategorie „Manušické rybníky“ na Wikimedia Commons                       | mokřadní a vodní biotopy Manušických rybníků a druhy na ně vázané, především populace kuňky obecné | 50°42′49″ s. š., 14°30′37″ v. d. |
| 2192 | Martinská stěna                                                  | PP   | Martinské stěny                   | 3,18         | Kategorie „Martinské stěny“ na Wikimedia Commons                         | Výjimečné ukázky reliktního rozvolněného boru na pískovcových skalách se vzácnými společenstvy bezobratlých živočichů | 50°34′49″ s. š., 14°28′22″ v. d. |
| 5941 | Hladina řeky Ploučnice v PP Meandry Ploučnice u Mimoně           | PP   | Meandry Ploučnice u Mimoně        | 49,3         | Kategorie „Meandry Ploučnice u Mimoně“ na Wikimedia Commons              | Neregulovaný tok Ploučnice s navazujícím komplexem mokřadů a populace vzácných druhů (zejm. klínatky rohaté, modráska očkovaného, ohniváčka černočerného, lososa obecného a vydry říční)                                                        | 50°37′48″ s. š., 14°43′47″ v. d. |
| 1803 | Mokřady horní Liběchovky                                         | PR   | Mokřady horní Liběchovky          | 74,04        | Kategorie „Mokřady horní Liběchovky“ na Wikimedia Commons                | Komplex mokřadů s přirozenými společenstvy a hojným výskytem bezobratlých | 50°31′31″ s. š., 14°32′17″ v. d. |
| 272  | Jeskyně Naděje                                                   | PP   | Naděje                            | 0,30         | Kategorie „Ledová jeskyně Naděje“ na Wikimedia Commons                   | Puklinová jeskyně s podlahovým ledem a výzdobou stěn | 50°49′16″ s. š., 14°38′34″ v. d. |
| 5942 | Část chráněného území u mostu severně od čp. 12 a 13 v Žizníkově | PP   | Niva Ploučnice u Žizníkova        | 77,85        | Kategorie „Niva Ploučnice u Žizníkova“ na Wikimedia Commons              | Meandrující tok Ploučnice s navazujícím komplexem mokřadů a populace vzácných druhů (zejm. klínatky rohaté, modráska očkovaného, ohniváčka černočerného, lososa obecného a vydry říční)                                                         | 50°40′44″ s. š., 14°35′16″ v. d. |
| 279  | Novozámecký rybník                                               | NPR  | Novozámecký rybník                | 270,00       | Kategorie „Novozámecký rybník“ na Wikimedia Commons                      | Ornitologická lokalita s hojným výskytem vodních a mokřadních druhů ptáků | 50°37′50″ s. š., 14°33′1″ v. d.  |
| 3410 | Okřešické louky                                                  | PP   | Okřešické louky                   | 2,48         | Kategorie „Okřešické louky“ na Wikimedia Commons                         | Druhově bohatá společenstva slatinné louky s vysokou koncentrací vzácných a ohrožených druhů rostlin | 50°39′22″ s. š., 14°34′43″ v. d. |
| 2191 | Osinalické bučiny z východu                                      | PP   | Osinalické bučiny                 | 7,51         | Kategorie „Osinalické bučiny“ na Wikimedia Commons                       | Bučiny s bohatým zastoupením zvláště chráněných druhů orchidejovitých rostlin a to zejména vstavače nachového, kruštíku růžkatého aj. | 50°29′52″ s. š., 14°30′25″ v. d. |
| 300  | Panská skála                                                     | NPP  | Panská skála                      | 1,26         | Kategorie „Panská skála“ na Wikimedia Commons                            | Nejznámější ukázka sloupcovitého rozpadu čediče v Česku | 50°46′10″ s. š., 14°29′5″ v. d.  |
| 304  | Peklo                                                            | NPP  | Peklo                             | 58,11        | Kategorie „Peklo (Robečský potok)“ na Wikimedia Commons                  | Geologicky cenné kaňonovité údolí Robečského potoka ve svrchně kvádrových pískovcích | 50°39′19″ s. š., 14°30′44″ v. d. |
| 6168 | PP Pískovna Žizníkov                                             | PP   | Pískovna Žizníkov                 | 19,7546      | Kategorie „Pískovna Žizníkov“ na Wikimedia Commons                       | Biotop živočichů a rostlin vázaných na raně sukcesní stadia písčitých a jiných ploch s výskytem drobných vodních ploch se zvláštním důrazem na ochranu populace ropuchy krátkonohé                                                              | 50°39′59″ s. š., 14°35′5″ v. d.  |
| 2109 | PP Pod Hvězdou                                                   | PP   | Pod Hvězdou                       | 1,88         | Kategorie „Pod Hvězdou“ na Wikimedia Commons                             | Ochrana mokřadu s výskytem zvláště chráněných druhů rostlin a živočichů | 50°36′20″ s. š., 14°25′56″ v. d. |
| 1735 | Pramen Pšovky                                                    | PP   | Prameny Pšovky                    | 8,77         | Kategorie „Prameny Pšovky (natural monument)“ na Wikimedia Commons       | Ostřicové louky, olšiny, prameniště | 50°29′34″ s. š., 14°36′2″ v. d.  |
| 341  | Provodínské kameny                                               | PP   | Provodínské kameny                | 2,32         | Kategorie „Provodínské kameny (natural monument)“ na Wikimedia Commons   | Vypreparovaný čedičový sopouch nápadného tvaru | 50°37′47″ s. š., 14°36′31″ v. d. |
| 352  | Pustý zámek                                                      | PP   | Pustý zámek                       | 2,03         | Kategorie „PP Pustý zámek“ na Wikimedia Commons                          | Ukázka rozpadu znělce s vodorovně uloženými sloupci | 50°48′15″ s. š., 14°27′30″ v. d. |
| 360  | Suť na úbočí rezervace Ralsko                                    | PR   | Ralsko                            | 18,15        | Kategorie „Ralsko Hill“ na Wikimedia Commons                             | Vrchol a skalnaté svahy Ralska se suťovým porostem a teplomilnými společenstvy | 50°40′28″ s. š., 14°45′57″ v. d. |
| 1796 | Rašeliniště Černého rybníka                                      | PP   | Rašeliniště Černého rybníka       | 4,26         | Kategorie „Rašeliniště Černého rybníka“ na Wikimedia Commons             | Rybník a přilehlé rašeliniště se vzácnou flórou a faunou | 50°41′37″ s. š., 14°49′47″ v. d. |
| 2255 | Rašeliniště Mařeničky shora                                      | PP   | Rašeliniště Mařeničky             | 5,83         | Kategorie „Rašeliniště Mařeničky“ na Wikimedia Commons                   | Rašelinné březiny a rašeliniště s výskytem řady zvláště chráněných druhů rostlin | 50°47′42″ s. š., 14°40′36″ v. d. |
| 1738 | Ronov                                                            | PP   | Ronov                             | 8,72         | Kategorie „Ronov (552 m)“ na Wikimedia Commons                           | Zbytek zachovalého smíšeného suťového lesa na kamenném moři | 50°37′14″ s. š., 14°24′52″ v. d. |
| 5737 | Vchod do jeskyně                                                 | PP   | Skalice u České Lípy              | 0,0021       | Kategorie „Skalice u České Lípy (natural monument)“ na Wikimedia Commons | Zimoviště netopýra velkého | 50°44′12″ s. š., 14°31′35″ v. d. |
| 1798 | Schodiště vytesané do pískovce                                   | PP   | Stohánek                          | 0,26         | Kategorie „Stohánek“ na Wikimedia Commons                                | Pískovcová svědecká skála s reliktním borem, zbytky středověkého osídlení | 50°40′28″ s. š., 14°50′32″ v. d. |
| 5729 | Jeden ze Stružnických rybníků                                    | PP   | Stružnické rybníky                | 15,8544      | Kategorie „Stružnické rybníky“ na Wikimedia Commons                      | Mokřadní a vodní biotopy Stružnických rybníků a druhy na ně vázané, především populace kuňky obecné | 50°42′11″ s. š., 14°28′27″ v. d. |
| 2190 | Stříbrný vrch                                                    | PP   | Stříbrný vrch                     | 1,81         | Kategorie „Stříbrný vrch (Kokořínsko)“ na Wikimedia Commons              | Výjimečné ukázky reliktního rozvolněného boru na pískových skalách se vzácnými společenstvy bezobratlých živočichů | 50°35′36″ s. š., 14°26′56″ v. d. |
| 556  | Část u Starých Splavů                                            | NPP  | Swamp                             | 47,23        | Kategorie „NPP Swamp“ na Wikimedia Commons                               | Slatinné a přechodové rašeliniště s četnými vodními plochami | 50°34′48″ s. š., 14°40′6″ v. d.  |
| 1795 | Pohled na stolovou horu                                          | PP   | Široký kámen                      | 29,81        | Kategorie „Široký kámen“ na Wikimedia Commons                            | Pískovcová svědecká tabulová hora s reliktním borem a vzácnou květenou (rojovník bahenní) | 50°41′12″ s. š., 14°52′16″ v. d. |
| 5674 | Pohled na stolovou horu                                          | PP   | U Rozmoklé žáby                   | 1,53         | Kategorie „U rozmoklé žáby (nature monument)“ na Wikimedia Commons       | Ochrana přechodových rašelinišť a rašelinných lesů s výskytem významných a zvláště chráněných druhů hub a rostlin | 50°48′11″ s. š., 14°41′56″ v. d. |
| 235  | Hrad Bezděz od západu                                            | NPR  | Velký a Malý Bezděz               | 28,11        | Kategorie „Velký a Malý Bezděz“ na Wikimedia Commons                     | Přirozené lesní porosty tvořené především acidofilními a květnatými bučinami, hercinskými dubohabřinami a suťovými lesy | 50°32′21″ s. š., 14°43′13″ v. d. |
| 1908 | Vlhošť                                                           | PR   | Vlhošť                            | 81,81        | Kategorie „Vlhošť“ na Wikimedia Commons                                  | Zbytky suťového lesa a reliktní bor na pískovcích | 50°36′9″ s. š., 14°27′15″ v. d.  |
| 1352 | Vranovské skály                                                  | PP   | Vranovské skály                   | 12,92        | Kategorie „Vranovské skály“ na Wikimedia Commons                         | Reliktní bor na strmých pískovcových skalách | 50°40′4″ s. š., 14°45′31″ v. d.  |
| 5775 | Součástí PP je i lipová Valdštejnská alej jižně od Zahrádek      | PP   | Zahrádky u České Lípy             | 12,5272      | Kategorie „Zahrádky u České Lípy (nature monument)“ na Wikimedia Commons | Populace páchníka hnědého | 50°38′11″ s. š., 14°31′21″ v. d. |